# Šang Jang
Šang Jang (kineski: 商鞅; c. 390 – 338 pne), takođe poznat kao Vej Jang (kineski: 衞鞅) i izvorno s prezimenom Gungsuen, bio je drevni kineski filozof, političar i prominentni pravni naučnik. Rođen u Džou vazalnoj državi Vej države tokom perioda zaraćenih država, on je bio državnik, kancelar i reformator koji je služio državi Ćin, gde su njegove politike postavile administrativne, političke i ekonomske temelje koji su ojačali Ćin državu i na kraju omogućile Ćinu da osvoji ostalih šest rivalskih država, objedinjujući Kinu pod centralizovanom upravom, prvi put u istoriji pod dinastijom Ćin. On i njegovi sledbenici doprineli su Knjizi lorda Šanga, temeljnom filozofskom delu za školu kineskog legalizma.

## Biografija
Šang Jang je rođen kao sin konkubine vladajuće porodice male države Vej (衞). Njegovo prezime (氏, ime loze) je Gungsuen, a njegovo lično ime Jang. Kao član porodice Vej poznat je i kao Vej Jang.
Jang je u mladosti studirao pravo i dobio položaj pod premijerom Šucu od Veja (魏, nije isto što i njegova država rođenja). Uz podršku vojvode Sjao Ćina, Jang je napustio svoju nisku poziciju u Veju i postao glavni savetnik u Ćinu. Njegove brojne reforme preobrazile su perifernu državu Ćin u vojno moćno i snažno centralizovano kraljevstvo. Promene u državnom pravnom sistemu (za koje se smatra da su izgrađene na osnovu Li Kuejovih Kanonskih zakona) pokrenule su Ćin ka prosperitetu. Unapređujući administraciju kroz naglasak na meritokratiji, njegova politika oslabila je moć feudalnih gospodara.
Godine 341 pne, Ćin je napao državu Vej. Jang je lično vodio vojsku Ćina da porazi Vej, i na kraju je Vej prepustio zemlju zapadno od Žute reke u Činu. Za svoju ulogu u ratu, Jang je dobio 15 gradova u Šangu kao svoje lično fedalno dobro i postao je poznat kao gospodar Šanga (Šang Đuen) ili Šang Jang. Prema Zapisima velikog istoričara, putem njegovih ličnih veza dok je služio na dvoru u Veju, Šang Jang je pozvao Gungci Anga, generala Veja, na pregovore o mirovnom sporazumu. Čim je Ang stigao, zarobljen je, a vojska Ćina je napala, uspešno pobedivši njihove protivnike.
Mark Edvard Luis jednom je identifikovao njegovu reorganizaciju vojske kao odgovornu za uredan plan puteva i polja širom severne Kine. To bi mogla biti neodrživa pretpostavka, mada je Jang bio u istoj meri vojni reformator koliko i pravni. Jang je nadgledao izgradnju Sjangjanga.
Šang Jangova škola razmišljanja je bila favorizovana od strane cara Vua od Hana, a Džon Ki spominje da je tangovska ličnost Du Jou sledila primer Šang Janga.

## Reforme
Han Fej, koji se često smatra najvećim predstavnikom kineskog legalizma (法家), pripisuje mu zasluge za stvaranje dve teorije;
- „popravljanje standarda”
- „jednakost pred zakonom“

Verujući u vladavinu zakona i uzimajući u obzir lojalnost državi iznad porodice, Jang je uveo dva niza promena u državu Ćin. Prvi iz 356. pne, bili su:
- Primenjena je Li Kuejova Knjige zakona, sa važnim dodatkom pravila koje predviđa kaznu jednaku kazni počinioca za one koji su svesni zločina, ali nisu obavestili vladu. On je kodifikovao reforme u zakone koji se primenjuju. Zakoni su bili strogi i višestruko reformisani od strane Janga, a kazne su bile stroge.[10]
- Dodeljivanje zemlje vojnicima na osnovu njihovih vojnih uspeha i oduzimanje plemstva onima koji nisu spremni da se bore za svoja prava na zemlju. Vojska je podeljena u dvadeset vojnih redova, na osnovu dostignuća na bojnom polju. Reforma vojske učinila je građane Ćina voljnim da se pridruže vojsci i pomogla dinastiji Ćin da izgradi vojnu moć neophodnu za ujedinjenje Kine.[11]
- Pošto je u Ćinu bilo malo radne snage, Jang je podsticao kultivaciju nenaseljenih zemalja i pustoši, i imigraciju, dajući prednost poljoprivredi u odnosu na luksuznu trgovinu (iako je takođe odavao više priznanja posebno uspešnim trgovcima).

Jang je uveo svoj drugi skup promena 350. godine pre nove ere, koje su uključivale novi standardizovani sistem raspodele zemljišta i reforme oporezivanja.
Ogromna većina Jangovih reformi preuzeta je iz politike uspostavljene negde drugde, kao što je Vu Ci iz države Ču; međutim, Jangove reforme su bile temeljitije i ekstremnije od reformi drugih država i monopolizirale su politiku u rukama vladara. Pod njegovim mandatom, Ćin je brzo sustigao i nadmašio reforme drugih država.

## Domaće politike
Jang je uveo zemljišne reforme, privatizovao zemlju, nagrađivao poljoprivrednike koji su premašili kvote za žetvu, porobljavao poljoprivrednike koji nisu uspeli da ispune kvote i koristio porobljene podanike kao (državne) nagrade za one koji su ispunili vladinu politiku.
Pošto je u Ćinu bilo malo ljudstva u odnosu na druge države u to vreme, Jang je doneo politiku da poveća svoju radnu snagu. Kako su Ćin seljaci bili regrutovani u vojsku, on je podsticao aktivnu migraciju seljaka iz drugih država u Ćin kao zamenu radne snage; ova politika je istovremeno povećala ljudstvo Ćina i oslabila ljudstvo Ćinovih rivala. Jang je doneo zakone koji primoravaju građane da se venčaju u ranoj dobi i doneo poreske zakone kako bi podstakao podizanje više dece. Takođe je doneo politiku oslobađanja osuđenika koji su radili na otvaranju pustoši za poljoprivredu.
Jang je delimično ukinuo primogenituru (u zavisnosti od učinka sina) i stvorio dvostruki porez na domaćinstva koja imaju više od jednog sina koji živi u domaćinstvu, kako bi razbio velike klanove u nuklearne porodice.
Jang je premestio prestonicu iz grada Juejanga u Sjenjang, kako bi smanjio uticaj plemića na administraciju. Sjenjang je ostao Ćinova prestonica sve do njegovog pada 207. pne.

## Smrt
Janga je duboko preziralo plemstvo Ćina i postao je podložan napadima nakon smrti vojvode Sjaoa. Sledeći vladar, kralj Huejven, naredio je devet porodičnih istrebljenja Janga i njegove porodice, po osnovi podsticanja pobune. Jang je prethodno ponizio novog vojvodu „tako što ga je naterao da bude kažnjen za prekršaj kao da je običan građanin.“ Prema Džan Guo Ceu, Jang se sakrio; u jednom trenutku Jangu je odbijena soba u gostionici, jer je jedan od njegovih zakona sprečavao prijem gostiju bez odgovarajuće identifikacije.
Janga je pogubiljen putem jūliè (車裂: raskomadavanja tako što je bio pričvršćen za pet bojnih kola, goveda ili konja i rastrgan na komade);; cela njegova porodica je takođe pogubljena. Uprkos njegovoj smrti, kralj Huejven je zadržao reforme koje je doneo Jang.
Preživele su brojne alternativne verzije Jangove smrti. Prema Simi Ćenu u njegovim Zapisima velikog istoričara, Jang je prvo pobegao u Vej. Međutim, tamo je bio omražen zbog svoje ranije izdaje Gungci Anga i izbačen je. Jang je zatim pobegao u svoj feud, gde je podigao vojsku pobunjenika, ali je poginuo u borbi. Posle bitke, kralj Huej od Ćina je naložio da se Jangov leš raskomada bojnim kolima kao upozorenje drugima.
Nakon pogubljenja Janga, kralj Huejven se okrenuo od centralne doline na jug da bi osvojio Sičuan (Šu i Ba) u onome što Stiven Sejdž naziva „vizionarskim preorijentisanjem razmišljanja“ ka materijalnim interesima u Kinovoj borbi za univerzalnu vlast.

## Procene
Imajući na umu podatke o vremenu (1955) i eri o kojoj govori, A. F. P. Hulsev ide toliko daleko da naziva Šang Janga „utemeljiteljem pravne škole”, a njegovo ujedinjenje kazni smatra jednim od njegovih najvećih važnih doprinosa, to jest, davanje smrtne kazne bilo kojem stupnju osobe koja nije poslušala kraljeve naredbe.

## U fikciji i popularnoj kulturi
- Portretirao ga je Ši Jingming u The Legend of Mi Yue[18] (2015) kao gost, prikazujući njegovo pogubljenje.
- Portretirao ga je Vang Džifej u TV seriji The Qin Empire[19] kao glavnog lika.

## Literatura
- Zhang, Guohua, "Shang Yang"[мртва веза]. Encyclopedia of China (Law Edition), 1st ed.
- Xie, Qingkui, "Shang Yang" Архивирано 2007-05-09 на сајту . Encyclopedia of China (Political Science Edition), 1st ed.
- 国史概要 (第二版)  7-309-02481-8
- 戰國策 (Zhan Guo Ce), 秦第一
- Li Yu-ning, ShangYang's Reforms (M.E. Sharpe Inc., 1977).
- Sterckx, Roel. Chinese Thought. From Confucius to Cook Ding. London: Penguin, 2019.
- Fischer, Paul (2012), Shizi: China's First Syncretist, Columbia University Press. [Cited by Amazon Kindle edition location.]
- Hanyu da zidian weiyuanhui 漢語大字典委員會, eds. (1986–1989), Hanyu da zidian 漢語大字典 ("Comprehensive Chinese Character Dictionary"), 8 vols., Hubei cishu chubanshe and Sichuan cishu chubanshe.
- Knoblock, John and Jeffrey Riegel, trs. (2000), The Annals of Lü Buwei: A Complete Translation and Study, Stanford University Press.
- Le Blanc, Charles, (1985), Huai-nan Tzu: Philosophical Synthesis in Early Han Thought: The Idea of Resonance (Kan-Ying) With a Translation and Analysis of Chapter Six, Hong Kong University Press.
- Mair, Victor H., tr. (1994), Wandering on the Way: Early Taoist Tales and Parables of Chuang Tzu, Bantam Books.
- Makeham, John (1994), Name and Actuality in Early Chinese Thought, SUNY Press.
- Needham, Joseph (1954), Science and Civilisation in China: Volume 2, History of Scientific Thought, Cambridge University Press.
- Sellmann, James Daryl (2012), Timing and Rulership in Master Lu's Spring and Autumn Annals (Lushi chunqiu), SUNY Press.
- Yong Heming and Peng Jing (2008), Chinese Lexicography: A History from 1046 BC to AD 1911, Oxford University Press.

## Spoljašnje veze
- Hansen, Chad. „Lord Shang (died 338 BC)”. Chad Hansen's Chinese Philosophy Pages.
- Duyvendak, J. J. L. „商君書 - Shang Jun Shu”. Chinese Text Project.
- „秦一”. Chinese Text Project.
- Yang Shang на сајту Пројекат Гутенберг (језик: енглески)